# Omophoena kruesleri
Omophoena kruesleri är en skalbaggsart som beskrevs av Francis Polkinghorne Pascoe 1864. Omophoena kruesleri ingår i släktet Omophoena och familjen långhorningar. Inga underarter finns listade i Catalogue of Life.